# مارگا گوال سولر
مارگا گوال سولر (اسپانیایی: Marga Gual Soler‎)
یک دیپلمات علمی اسپانیایی، مشاور سیاستگذاری، سخنران بین‌المللی و آموزگار است. او بیشتر به خاطر کمک به ارتقاء نقش علم در دیپلماسی بین‌المللی و تقویت ارتباطات بین علم، سیاست و جامعه شناخته شده است. او نقش مهمی در ترویج دیپلماسی علمی در سراسر جهان ایفا کرده است و با توسعه رویکردهای آموزشی و تربیتی آن در مرکز دیپلماسی علمی انجمن پیشبرد علوم آمریکا (AAAS)، کمک‌های بسیاری در این زمینه انجام داده است. او به مشاوره در استراتژی‌های دیپلماسی علمی چندین دولت و اتحادیه اروپا پرداخته و به احیای پیوندهای علمی میان ایالات متحده آمریکا و کوبا کمک کرده است. گوال سولر تاکنون جوایز و بورسیه‌های بسیاری دریافت کرده است، از جمله بورسیه رهبری رقابت‌پذیری جهانی در دانشگاه جرج‌تاون او به‌عنوان یکی از «۴۰ فرد زیر ۴۰ سال» لاتین در سیاست خارجی توسط هاف‌پست معرفی شده است و همچنین یک پژوهشگر سابق جشنواره ایده‌های آسپن است. در سال ۲۰۱۹، او برای پیوستن به «هوم‌وارد باوند»، بزرگ‌ترین اکتشاف زنان در قطب جنوب انتخاب شد.

## اوایل زندگی و تحصیلات
گوال سولر در جزیره مدیترانه‌ای مایورکا‌ به دنیا آمد و بزرگ شد. او مدرک کارشناسی خود را در رشته زیست‌شناسی از دانشگاه بارسلونا در اسپانیا دریافت کرد و سپس دکترای خود را در علوم زیست‌شناسی مولکولی از دانشگاه کوئینزلند در استرالیا گرفت. او در دپارتمان امور اقتصادی و اجتماعی سازمان ملل متحد در نیویورک آموزش دید و به ارتقاء صدای جامعه علمی در انتقال از اهداف توسعه هزاره به اهداف توسعه پایدار کمک کرد.

## حرفه دیپلماسی علمی
گوال سولر به‌عنوان یک کارشناس در زمینه دیپلماسی علمی،  به سازمان‌های سراسر جهان کمک می‌کند تا  با تمرکز بر توسعه مهارت‌های رهبری برای نسل بعدی دانشمندان و مهندسان درگیر در مسائل جهانی، پیوندهای میان علم، فناوری و امور بین‌المللی را تقویت کنند. به‌عنوان استادیار تحقیقاتی در دانشگاه ایالتی آریزونا او برنامه آموزشی و تربیتی جدیدی در زمینه دیپلماسی علمی طراحی کرد که بعدها به‌عنوان مدیر ارشد پروژه در مرکز دیپلماسی علمی انجمن پیشبرد علوم آمریکا آن را گسترش داد. در این نقش، او برنامه‌های آموزشی در زمینه سیاست علمی، دیپلماسی علمی و مشاوره علمی در بیش از ۲۰ کشور اجرا کرد و این مهم در همکاری با دانشگاه‌ها، وزارت‌خانه‌های امور خارجه، فرهنگستان‌های علوم و سازمان‌های بین‌المللی از جمله آکادمی جهانی علوم، مؤسسه بین‌المللی تحقیقاتی تغییرات جهانی آمریکای لاتین، یونسکو، آکادمی جوانان جهانی و شبکه بین‌المللی مشاوره علمی دولت‌ها، و بسیاری دیگر صورت پذیرفت. او نخستین دوره آنلاین دیپلماسی علمی را راه‌اندازی کرد، مکانیزم‌هایی را برای درگیر کردن دانشمندان و مهندسان با سیاست‌ها در سراسر جهان تحلیل و طرح‌زیری کرد و به‌عنوان ویراستار همکار ژورنال علم و دیپلماسی خدمت کرد.
گوال سولر نظارت بر اجرای توافقنامه تاریخی همکاری علمی بین انجمن پیشبرد علوم آمریکا و آکادمی علوم کوبا را پس از ازسرگیری روابط دیپلماتیک بین ایالات متحده آمریکا و کوبا در سال ۲۰۱۵ بر عهده داشت. در مقاله‌ای در مجله اسلیت در سال ۲۰۱۵، او چنین نوشت: «هیچ‌گاه تصور نمی‌کردم روزی بتوانم از مهارت‌های علمی خود برای کمک به بهبود روابط بین دو کشوری که تقریباً شش دهه دشمن یکدیگر بوده‌اند، استفاده کنم.»
گوال سولر استراتژی‌های دیپلماسی علمی دولت‌های اسپانیا، پاناما، مکزیک و اتحادیه اروپا را تقویت کرده است. به‌عنوان عضو «گروه مشاوره عالی تحقیقات، نوآوری و کارشناسان علوم» (RISE) برای کمیسیونر اروپا کارلوس موداس، she contributed to two books on the future of research and innovation in Europe او در دو کتاب در مورد آینده تحقیقات و نوآوری در اروپا مشارکت کرده و به دو پروژه تأمین شده از افق‌های ۲۰۲۰ مشاوره داده است: «اختراع یک دیپلماسی علمی مشترک برای اروپا» و «دیپلماسی علمی برای چالش‌های جهانی»